# Консорціум
Консóрціуми (лат. consortium — співучасть, співтовариство) — тимчасові статутні об'єднання промислового і банківського капіталу для досягнення спільної мети (спільне розміщення позики або здійснення єдиного промислового проєкту).
Консорціум може створюватися для здійснення великого капіталомісткого проєкту або для спільного розміщення позики. У міжнародній торгівлі консорціуми створюються для спільної боротьби за отримання замовлень. Усередині консорціуму ролі розподіляються так, щоб кожен учасник працював в тій сфері діяльності, де він досяг найвищого технічного рівня при найменших витратах виробництва.

## Консорціуми в Україні
В Україні консорціум є організаційно-правовою формою об'єднань підприємств і є різновидом господарського об'єднання.
Консорціум — тимчасове статутне об'єднання підприємств для досягнення його учасниками певної спільної господарської мети (реалізації цільових програм, науково-технічних, будівельних проєктів тощо). Консорціум використовує кошти, якими його наділяють учасники, централізовані ресурси, виділені на фінансування відповідної програми, а також кошти, що надходять з інших джерел, в порядку, визначеному його статутом. У разі досягнення мети його створення консорціум припиняє свою діяльність.
Діяльність консорціумів в Україні регламентується Господарським кодексом України та іншими нормативно-правовими актами України. Утворення консорціуму може потребувати попередньої згоди Антимонопольного комітету України відповідно до Положення про концентрацію.